# 711 (Quality Comics)
#711 — супергерой із Золотого Століття коміксів. Він був створений Джорджем Бреннером та опублікований Quality Comics. #711 вперше з'явився в Police Comics #1 (серпень 1941) і показується до #15 (січень 1943), коли він був убитий.

## Вигаданий життєпис
Данієль Дайс був окружним прокурором, який був майже точною копією свого друга, Джейкоба Горна. Джейкоб був у в'язниці, але хотів побачити свою вагітну дружину, тож Данієль погодився стати ув'язненим, тоді як Джейкоб був зі своєю дружиною. Однак Джейкоб помер в автокатастрофі по дорозі до госпіталю, тож Данієль залишився у в'язниці. Данієль був здатний прокласти тунель, щоб врятувати себе, але замість втечі він вирішив повернутися у свою камеру. Щоночі він використовує свій тунель, щоб виходити на вулицю і боротися зі злочинністю, потім повертається до ранку. Дайс вибирає ім'я #711, посилання на його номер ув'язненого. Після двох років пригод був убитий бандитом Оскаром Джонсом. Герой Доля бачить, що відбувається і починає свою кар'єру борця зі злочинністю, коли #711 помер, замінюючи його в майбутньому в Police Comics.
Як і багато героїв коміксів, #711 не носив традиційного костюма, але костюм був змодельований. Данієль носив зелену накидку, коричневий діловий костюм і крислатий капелюх, який тримав його очі в тіні. Торговельним знаком #711 була візитна картка, виготовлена з дзеркала зі смужкою з металу; коли злочинець захоче подивитися на картку, він побачить себе за ґратами.
Після Золотого Століття багато персонажів Quality Comics були куплені DC Comics. DC використовували #711 тільки один раз у його виданнях, Millennium Edition — перевидання його першої появи.